# Resonance 2
Resonance 2 är ett samlingsalbum av Anathema, utgivet 2002.

## Låtlista
1. "Lovelorn Rhapsody" – 5:49
2. "Sweet Tears" – 4:12
3. "Sleepless '96" – 4:31
4. "Eternal Rise of the Sun" – 6:34
5. "Sunset of Age" – 6:55
6. "Nocturnal Emission" – 4:18
7. "A Dying Wish" – 8:12
8. "Hope" – 5:54
9. "Cries in the Wind" – 5:03
10. "Fragile Dreams" – 5:32
11. "Empty" – 3:00
12. "Nailed to the Cross / 666" – 4:10
13. "Mine Is Yours" (video) – 5:40